# Lijst van Eerste Kamerleden voor de VDB
Een overzicht van alle voormalige Eerste Kamerleden voor de Vrijzinnig-Democratische Bond (VDB).
| Eerste Kamerlid                | Begindatum        | Einddatum         |
| ------------------------------ | ----------------- | ----------------- |
| Conrad Theodor van Deventer    | 19 september 1911 | 15 september 1913 |
| Hendrik Lodewijk Drucker       | 16 september 1913 | 4 september 1917  |
| David van Embden               | 19 november 1918  | 8 februari 1946   |
| Gustaaf Willem van der Feltz   | 20 september 1904 | 24 juli 1922      |
| Roelof Kranenburg              | 17 september 1929 | 16 september 1935 |
| Roelof Kranenburg              | 9 juni 1937       | 8 februari 1946   |
| Jan Marie Lucas Otten          | 24 april 1934     | 7 juni 1937       |
| Harbert Ido Schönfeld          | 19 september 1922 | 17 september 1923 |
| Marcus Slingenberg             | 30 november 1920  | 30 juli 1935      |
| Willem Hendrik Martinus Werker | 17 september 1935 | 7 juni 1937       |
| Jan Berent Westerdijk          | 13 december 1916  | 15 september 1919 |
| Jan Berent Westerdijk          | 25 juli 1922      | 6 februari 1934   |